# 14922 Ohyama
14922 Ohyama eller 1994 TA3 är en asteroid i huvudbältet som upptäcktes den 2 oktober 1994 av de båda japanska astronomerna Kazuro Watanabe och Kin Endate vid Kitami-observatoriet. Den är uppkallad efter den japanske amatörastronomen Tetsuya Ohyama.
Asteroiden har en diameter på ungefär 3 kilometer.